# Fernando Osório Filho
Fernando Luís Osório Filho (Bagé, 3 de novembro de 1886 — Pelotas, 25 de fevereiro de 1939) foi um escritor e político brasileiro.
Filho de Fernando Luís Osório e de Ernestina de Assunção, além de neto do Marquês do Herval e do Barão de Jaraú, e sobrinho-neto do Visconde da Graça. Ainda criança foi residir com a família em Pelotas, onde fez seus estudos iniciais. Seguiu então para o Rio de Janeiro, onde formou-se na Faculdade de Direito do Rio de Janeiro, em 1910. Logo depois seguiu para a Europa, onde foi admitido na Sociedade Internacional de Ciências Sociais de Paris, retornando para o Brasil em 1912, se fixando em Pelotas.
Foi um dos defensores do Tiro de Guerra, criou a Escola Prática de Comércio, onde foi seu primeiro diretor. Foi também presidente da Bibliotheca Pública Pelotense, professor da Faculdade de Direito de Pelotas, professor de filosofia do Ginásio Pelotense (atual Colégio Municipal Pelotense), fundador do primeiro núcleo de escoteiros de Pelotas.
Positivista, pertenceu ao Partido Republicano Rio-Grandense, ao Instituto Histórico e Geográfico do Rio Grande do Sul e ao Instituto dos Advogados Brasileiros.
É patrono de uma das cadeiras da Academia Rio-Grandense de Letras. Entre seus livros destaca-se Mulheres Farroupilhas, publicado em 1935, no centenário do início da Revolução Farroupilha.